# Arceuthobium oxycedri
El muérdago del enebro o muérdago enano (Arceuthobium oxycedri) es una planta hemiparásita de la familia Santalaceae. Se distribuye por buena parte de Europa, Asia y parte del norte de África.
Es de pequeño tamaño, entre 2 y 15 cm. Especie dioica. Las hojas son como pequeñas laminas, que sobresalen muy poco del tallo. Flores sésiles. Parasita a especies del género Juniperus, sobre todo J.oxycedrus y J.communis.
A. oxycedri fue descrita por Friedrich August Marschall von Bieberstein y publicado en Flora Taurico-Caucasica 3: 629, en el año 1819.